# Hesperia
Hesperia je peti studijski album talijanskog simfonijskog black metal-sastava Stormlord. Album je 20. rujna 2013. godine objavila diskografska kuća Trollzorn Records.

## O albumu
Hesperia je prvi konceptualni album skupine te je baziran na Eneidi, Vergilijevu epu.

## Popis pjesama
Tekstovi: Francesco Bucci, osim pjesme "Aeneas" koju je izvorno napisao Vergilije. 
| 1.    | »Aeneas«                            | Gianpaolo Caprino, Bucci | 6:05 |
| 2.    | »Motherland«                        | Caprino, Bucci           | 4:37 |
| 3.    | »Bearer of Fate«                    | Caprino, Bucci           | 6:44 |
| 4.    | »Hesperia«                          | Caprino                  | 4:19 |
| 5.    | »Onward to Roma«                    | Caprino, Bucci           | 6:38 |
| 6.    | »Sic Volvere Parcas« (instrumental) | Caprino                  | 1:05 |
| 7.    | »My Lost Empire«                    | Caprino, Bucci           | 5:27 |
| 8.    | »Those upon the Pyre«               | Caprino                  | 9:38 |
| 44:33 |                                     |                          |      |

## Zasluge
| Stormlord - Cristiano Borchi – vokali - Francesco Bucci – bas-gitara - David Folchitto – bubnjevi - Gianpaolo Caprino – čisti vokali (na pjesmama 3, 5 i 8), gitara, klavijature, efekti - Andrea Angelini – gitara, inženjer zvuka - Riccardo Studer – klavir, programiranje Dodatni glazbenici - Elisabetta Marchetti – vokali (na pjesmama 1, 2, 3 i 5) - G/Ab Svenym Volgar dei Xacrestani – vokali (na pjesmama 1, 4 i 8) - Simone D'Andrea – darbuka, duhulla, udu bubnjevi, saz (na pjesmama 2 i 5) - Mirko Palanchini – mandola (na pjesmama 2 i 8) - Daniele Melis – benas (na pjesmi 5) | Ostalo osoblje - Giuseppe Orlando – snimanje, inženjer zvuka, miksanje - Massimiliano Pagliuso – asistencija pri miksanju - Mika Jussila – mastering - Gyula Havancsák – naslovnica, omot albuma - Erica Fava – fotografija |